# Tequila Sunrise (skladba)
»Tequila Sunrise« je skladba, ki sta jo napisala Don Henley in Glenn Frey, posnela pa jo je skupina Eagles. »Tequila Sunrise« je prvi single skupine z njihovega albuma Desperado. Skladba se je uvrstila na 64. mesto lestvice Billboard Hot 100.

## Besedilo
Besedilo govori o človeku, ki se sooča z bolečino in osamljenostjo, medtem ko pije tekilo ob sončnem vzhodu. Pesem izraža občutke obupa in hrepenenja po pobegu iz težav.

## Priredbe
Priredbo te skladbe je posnel country pevec Alan Jackson. Skladba je izšla na albumu Common Thread: The Songs of the Eagles. Skladba se je prav tako uvrstila na 64. mesto Billboardove lestvice Hot Country Songs.

## Zasedba
Eagles
- Glenn Frey – solo vokal, akustična kitara
- Don Henley – bobni, spremljevalni vokali
- Randy Meisner – bas kitara, spremljevalni vokali
- Bernie Leadon – B-Bender električna kitara, mandolina, spremljevalni vokali